# Mehed ei nuta
Mehed ei nuta (zu deutsch „Männer weinen nicht“) ist ein estnischer Spielfilm aus dem Jahr 1968.

## Handlung
Eine Gruppe von Männern aus der Stadt hat bei sich eine schlimme Krankheit diagnostiziert: Schlaflosigkeit. Sie begeben sich in ein modernes Sanatorium, um ihr Leiden zu heilen. Von einer jungen Ärztin werden sie allerdings auf eine (vermeintliche) Insel an der estnischen Westküste verschleppt. Ein „richtiges“ Sanatorium ist weit und breit nicht in Sicht.
Die Ärztin verschreibt den „Patienten“ genau das, was sie brauchen: Arbeit und frische Luft. Mehr als unwillig, sich auf die überraschende Therapie einzulassen, setzen die Männer alles daran, die Insel schnellstmöglich wieder zu verlassen… Urkomische und slapstickreife Verwicklungen der ganz unterschiedlichen Charaktere und Temperamente sind die Folgen, garniert auch mit etwas Liebesglück.

## Hintergrund
Mehed ei nuta war der erste Spielfilm des estnischen Regisseurs, Schauspielers und Tänzers Sulev Nõmmik. Er spielt in dem Film selbst einen fahrigen und ständig gehetzt wirkenden Professor, der ein Sanatorium auf neuestem medizinischen Stand leitet, in dem die Kranken aber durch die neuesten Formen der Behandlung noch kränker werden.
Der Schwarz-Weiß-Film wurde auf der Insel Kõinastu laid, bei Koguva auf der Insel Muhu, im Dorf Varbla, am Strand von Pärnu und in Tallinn gedreht.
Die witzige Komödie hatte am 1. Januar 1969 im estnischen Fernsehen Premiere. Sie avancierte schnell zum Kultfilm. Zahlreiche Dialogszenen sind als geflügelte Sätze jedem Esten geläufig.
Der Streifen wurde beim osteuropäischen Fernsehfilmfestival im bulgarischen Varna ausgezeichnet.
2004 erschien der Film in einer nur wenig restaurierten Fassung auf DVD.

## Kult-Zitate
- Kiirustage, seltsimehed unetud! – „Vorwärts, schlaflose Genossen!“
- Ma juhin GIGANTSET ettevõtet! – „Ich leite ein GIGANTISCHES Unternehmen!“
- Aga praegu on ülesanne number üks, leida paat. – „Aber jetzt ist Aufgabe Nummer eins, ein Boot zu finden.“
- Kirvest! Andke mulle kirvest! – „Eine Axt! Gebt mir eine Axt!“
- Ajahamba poolt puretud taluke! – „Ein vom Zahn der Zeit angeknabbertes Bauernhäuschen!“
- See polegi nagu päris saar, see on rohkem nagu poolsaare moodi saar … – „Sie ist nicht wie eine echte Insel, sie ist mehr wie eine halbinselhafte Insel …“
- Ma oleks peaaegu kodus olnud. – „Ich wäre fast zu Hause gewesen.“
- Andestust, aga lammas konsumeeris meie apellatsiooni. – „Verzeihung, aber das Schaf hat meine Eingabe verspeist.“
- Sanatoorium … Sanatoorium see on puhkus, baar, naised, muusika! Mina olen täiesti terve mees ja tahan seda kõike saada! – „Ein Sanatorium … ein Sanatorium das bedeutet Urlaub, Bar, Frauen, Musik! Ich bin ein vollständiger gesunder Mann und möchte alles das haben!“
- Juba tahate magada? Unetud? – „Wollt ihr schon schlafen, ihr Schlaflosen?“
- Ma märkan seltsimeeste nägudel tõsist entusiasmi. – „Ich stelle in den Gesichtern der Genossen echten Enthusiasmus fest.“
- Võtke riidest lahti ja tulge meie hulka! – „Ziehen Sie die Kleidung aus und gesellen Sie sich zu uns!“
- Teil peab raudne tervis olema … et sellele kõigele vastu peate! – „Sie müssen eine eiserne Gesundheit haben … um diese ganzen Krankheiten auszuhalten!“